# Ferrovial
Ferrovial S.E. es una Societas Europaea con sede en los Países Bajos, que opera en el sector de las infraestructuras de transporte y movilidad, a través de cuatro divisiones: Autopistas, Aeropuertos, Construcción y Energía.
En abril de 2023 la junta general de accionistas aprobó una fusión entre la matriz, Ferrovial, S.A. (como entidad absorbida), y Ferrovial International SE (como sociedad absorbente), filial al 100% de Ferrovial domiciliada en los Países Bajos que ya era titular del 86% de los activos de la compañía, lo que supuso el traslado de la sede de la matriz del grupo desde España a los Países Bajos. A la vez, se informó a la Comisión Nacional del Mercado de Valores que pedirá la admisión a negociación de las acciones de Ferrovial International SE en Euronext Ámsterdam y en las Bolsas y Mercados Españoles para su negociación a través del SIBE, para posteriormente solicitar la admisión a negociación en una de las bolsas de valores de los Estados Unidos de América.
El sector de autopistas desarrolla, financia y opera peajes en carreteras como 407 ETR, North Tarrant Express, LBJ Express, Euroscut Azores, I-66, I-77, NTE35W.
El de aeropuertos desarrolla y ejecuta los aeropuertos de Heathrow, Glasgow, Aberdeen y Southampton. El negocio de Construcción diseña y realiza obras públicas y privadas tales como carreteras, autopistas, aeropuertos y edificios.
El de infraestructuras energéticas y movilidad se encarga de la gestión de proyectos de energías renovables y servicios de movilidad urbanos.
La división servicios fue vendida a finales de 2021 a la sociedad gestora de capital riesgo Portobello capital. Ferrovial está presente en más de 9 países donde operan sus líneas de negocio.

## Historia

### SigloXX
Ferrovial fue fundada por Rafael del Pino y Moreno en 1952, como una empresa dedicada a la ejecución de obras ferroviarias. Sus primeros trabajos consistieron en la renovación de vías para Renfe y la explotación de talleres de cajeo de traviesas. En 1954 logra su primera obra internacional: un proyecto ferroviario en Venezuela, y en 1956 llevó a cabo la renovación de la vía del ferrocarril entre Bilbao y Portugalete.
En la década de los años 1960 Ferrovial se centró en el mercado de carreteras a través del Plan Redia y la concesión de la Autopista Bilbao-Behobia, la primera de peaje licitada con financiación y gestión privada en España. En 1974 consigue su segunda concesión en España, la autopista Burgos-Armiñón, que enlazaba Burgos con Bilbao y la frontera francesa de Behobia. La década de 1970 finalizó con la adjudicación de un proyecto de construcción de 700 kilómetros de carreteras en Libia, que terminó su construcción en 1986.
En 1985, Ferrovial adquirió Cadagua, una empresa de ingeniería y construcción de Plantas de Tratamiento y Depuración de Aguas constituida en 1971. También se adjudicó la construcción de la línea de alta velocidad Madrid-Sevilla y numerosas obras de infraestructuras para los Juegos Olímpicos de Barcelona y la Exposición Universal de Sevilla de 1992. Ese año coincide con el nombramiento de Rafael del Pino Calvo-Sotelo como Consejero Delegado, quien inicia una reordenación estratégica de la compañía.
En 1995, Ferrovial adquirió la constructora Agroman, fundada en 1927, creando Ferrovial Agroman, y que volvió a registrar beneficios tres años más tarde. En 1997 comenzó la construcción del Museo de Arte Moderno y Contemporáneo Guggenheim en Bilbao, en el que Ferrovial implantó un Sistema de Gestión Medioambiental pionero en la construcción europea.
En 1999 Ferrovial salió a bolsa e integró toda su actividad de construcción en Ferrovial Agroman. Con la retirada del fundador en el año 2000, su hijo, Rafael del Pino Calvo-Sotelo, asumió la presidencia. Ese mismo año, Ferrovial tomó control de Budimex, actualmente la primera constructora polaca por volumen de negocio y capitalización bursátil. Además, se alzó con la concesión de la autopista 407 ETR en Toronto, Canadá.

### SigloXXI
Siguiendo con la estrategia de internacionalización y diversificación, Ferrovial adquirió en 2002, en el sector aeroportuario, una participación del 20 % en el Aeropuerto de Sídney. Asimismo, en 2003, adquirió dos empresas de servicios urbanos: la británica Amey y la española Cespa. Por su parte, la concesionaria Cintra salió a bolsa en 2004, mientras que en 2005 Ferrovial adquirió la empresa de asistencia a aeronaves Swissport y la constructora texana Webber.
En 2006, la compañía compró el operador aeroportuario británico BAA (British Airports Authority) y con esta operación pasó a gestionar siete aeropuertos en el Reino Unido: Heathrow, Gatwick, Stansted, Glasgow, Edimburgo, Aberdeen y Southampton, así como a tener participaciones y gestionar el de Budapest en Hungría, el de Nápoles en Italia, y el de Melbourne en Australia. También en 2006, Cintra obtuvo la concesión de la explotación de la autopista de peaje Indiana Toll Road y firmó un acuerdo con el Departamento de Transportes de Texas para construir y gestionar los segmentos 5 y 6 de la autopista de peaje SH-130, ambas en EE. UU.
En 2007, Ferrovial vendió el aeropuerto de Budapest, así como sus participaciones en los aeropuertos australianos de Sídney, Melbourne, Launceston, Perth y tres aeropuertos de Northern Territory, y comenzó a concentrar su negocio aeroportuario en el Reino Unido. Ese mismo año, Cintra firmó el contrato de construcción y explotación de la autopista de peaje Central Greece (E65), y Amey fue seleccionada por Network Rail (el gestor de infraestructuras de ferrocarril del Reino Unido) como uno de sus tres proveedores exclusivos para los servicios de renovación de vías del ferrocarril británico.
En 2008, se inauguró el viaducto de Montabliz, el más alto de España, para conectar por carretera Cantabria y la meseta. Un año más tarde, Cintra se adjudicó la construcción, mantenimiento y explotación de la autopista North Tarrant Express, en Texas, EE. UU. A finales de 2009, Ferrovial absorbió la gestora de autopistas, Cintra; se adjudicó el mantenimiento y gestión de la autopista texana LBJ Express; cambió su denominación social a Ferrovial S.A.; y vendió el aeropuerto de Gatwick por 1659 millones de euros, según las indicaciones de la Comisión de Competencia británica, que había abierto un expediente a finales de 2008 por supuesto monopolio.
En 2009, la empresa se reunificó bajo un nuevo logotipo e imagen de marca. Los colores amarillo y blanco se consolidan su seña de identidad. Previamente, habían sido empleados varios diseños, como el uso de letras negras sobre fondo amarillo, aún presente en algunos rótulos antiguos.
En 2010, Ferrovial realizó varias desinversiones de acuerdo con su política de rotación de activos, lo que supuso su salida de Swissport. A través de British Airports Authority anunció la venta de su participación en Airport Property Partnership y en el Aeropuerto de Nápoles. Asimismo, Ferrovial, a través de Amey Plc, vendió todas sus acciones de Tube Lines Limited (concesionaria de tres líneas del Metro de Londres); firmó el acuerdo para la construcción de la Terminal 2 de Heathrow en Londres; y vendió también el 60 % de Cintra Chile.
Un año después, en 2011, vendió el 5,88 % de BAA. Además, anunció la venta del Aeropuerto de Edimburgo ante la decisión de la Comisión de Competencia británica. También en 2011, la compañía se adjudicó un nuevo tramo de construcción del Crossrail, correspondiente a la estación de Farringdon, dentro del proyecto para construir una conexión ferroviaria rápida que pase por el subsuelo de la ciudad de Londres. Previamente se había adjudicado la construcción de dos túneles entre Royal Oak y Farringdon y los accesos y las cavernas de las estaciones de Bond Street y Tottenham Court Road. La compañía cerró 2011 con una deuda de 5171 millones de euros, una de las más bajas del sector, y cuenta con una de las carteras más internacionalizadas
En agosto de 2012, Ferrovial anunció la venta del 10,6 % de BAA a Qatar Holding por 607 millones de euros, conservando tras esta operación una participación del 39,37 % en el gestor de los aeropuertos de Reino Unido. En octubre del mismo año, se vendió el 5,2 % de Heathrow Airport Holdings, por un importe de 319,3 millones a la firma CIC Internacional.
En el año 2014, fue creada la sociedad comercial internacional Ferrovial International S.L. con base en España, con el objetivo de unir las concesiones activas, servicios y construcción que la empresa tiene en el exterior para la participación de concurrencias y consecuente logro de nuevos contratos. Sería extinta en 2019. En el mismo año, la empresa redujo hasta un 25 % su participación en el aeropuerto de Heathrow después de vender el fondo de pensión de las universidades y otras instituciones educativas británicas, 8,65 % de sus acciones en la matriz. A través de un contrato para la construcción de una carretera urbana en Arabia Saudita, al costo de 145 millones de euros, Ferrovial reforzó su presencia en el Oriente Medio.
En 2015, Ferrovial realizó la compra de tres aeropuertos británicos (Aberdeen, Glasgow y Southampton), por cerca de 1300 millones de euros, fortaleció su presencia en Reino Unido, donde ya era líder en servicios. Además, se adjudicaron el tramo central del Thames Tideway Tunnel en consorcio con Laing O’Rourke. En la octava posición de la lista de clasificación de las mayores constructoras de Europa, terminó el año con el aumento de 10,2 % en las ventas y de 79 % de beneficio.
En el año 2016, Ferrovial amplió la ruta 407 ETR, en Toronto, Canadá, considerada la mayor carretera del mundo, con 108 kilómetros de longitud y más de 200 puntos de acceso y salida. Además, firmó un contrato para gestionar y remodelar el mayor y quinto más agitado aeropuerto de Estados Unidos: el Aeropuerto Internacional de Denver. Se realizó la compra de la empresa de tratamientos residuales Biotran, reforzando su presencia en el mercado de servicios industriales. En el mismo año, por decimoquinto año consecutivo, se renovó su permanencia en el índice Dow Jones de Sustentabilidad (DJSI), siendo la única empresa española del sector en el índice mundial y europeo. En mayo de 2016, Ferrovial adquiere Broadspectrum, compañía que vende en 2018 por 291 millones de euros. La compañía ganó 376 millones de euros en 2016. Las ventas aumentaron un 11% hasta los 10.759 millones de euros y el Resultado Bruto de Explotación (RBE) ascendió a 944 millones.
En 2017, Ferrovial entra en el negocio de la movilidad urbana al lanzar en Madrid, junto a al fabricante Renault, el operador de carsharing Zity en competencia directa con Car2Go.
En 2018, la compañía crea Wondo, una startup de movilidad como servicio con foco en la movilidad de los madrileños, que finalmente vendería en 2021 a la finlandesa MaaS Global.
En 2019, Ignacio Madridejos era nombrado nuevo Consejero Delegado y CEO de la compañía, sucediendo en el puesto a Iñigo Meirás. Este año se anuncia la venta de Broadspectrum a Ventia por 303 millones de euros. El mismo año, Ferrovial gana, como parte del consorcio RiverLinx, el contrato de construcción y explotación del túnel Silvertown de Londres, valorado en 2000 millones de euros.
En 2020, un año caracterizado por el coronavirus, Ferrovial participa con varias de sus filiales en la construcción express y mantenimiento del hospital de campaña de IFEMA en Madrid.
En 2021, Ferrovial crea una nueva unidad de negocio de Infraestructuras Energéticas y Movilidad con Gonzalo Nieto al frente. Este mismo año, el grupo inicia la desinversión de la unidad de negocio Servicios, a través de la venta de su negocio de medio ambiente en España y Portugal a PreZero, compañía del Grupo Schwarz. Ese mismo año la compañía se adjudicó la construcción de un tramo del Metro de Sídney por 1240 millones de euros. Junto a Microsoft, 3M y Kapsch, el grupo abre su plataforma AIVIA Orchestrated Connected Corridors de autopistas conectadas. Se renueva durante cinco años más la colaboración entre el Ferrovial y el MIT en materia de investigación de energías alternativas e infraestructuras sostenibles; y adquiere el 0,5 % de Lilium, fabricante de aerotaxis.
A fines de 2022, Ferrovial vendió su filial británica Amey, conservando de ésta solamente la operación de tratamiento de residuos de Amey.
Tres ejecutivos de Ferrovial son detenidos en Polonia en 2023 en un caso de corrupción. También son arrestados dos antiguos miembros del gobierno polaco.

## Líneas de negocio

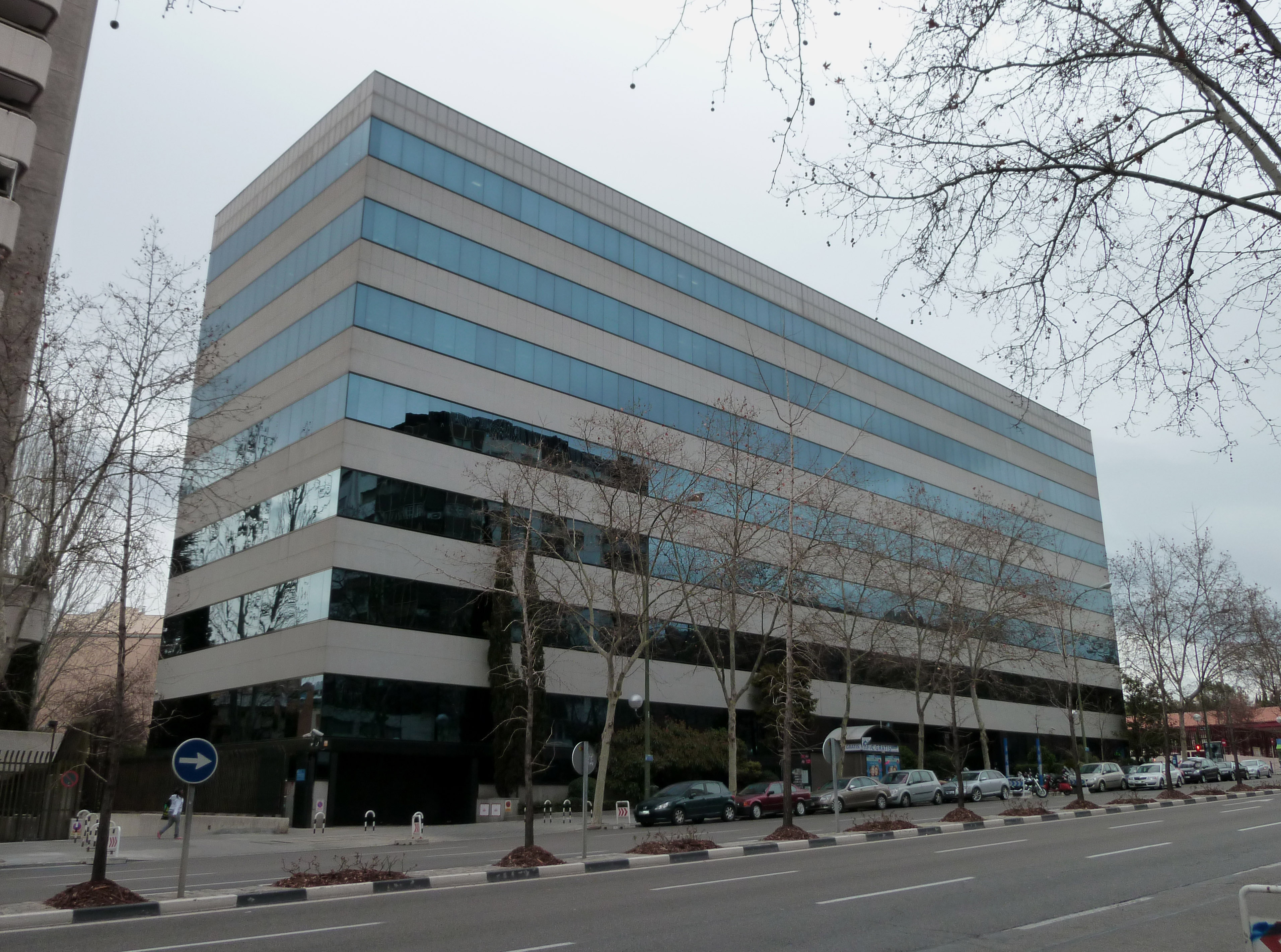
Oficinas centrales de Ferrovial, en Chamartín, Madrid.

Ferrovial opera a través de cuatro divisiones:

### Autopistas
Ferrovial, a través de su filial Cintra, se dedica a la promoción de unas 20 autopistas con más de 1500 kilómetros de longitud agregada, en nueve países.
- En España, opera la concesión de las autopistas Autema C-16,[87] Ruta de la Plata (A-66),[88] Mediterráneo (A-7),[89] además del aparcamiento SerranoPark en Madrid.[90][91][92]
- En Portugal, posee participación de la autopista Scut Açores o Euroscut (EN1 y EN3).
- En otros países Europa, Ferrovial tiene participaciones en las autopistas M3 y M4 en Irlanda[93][94] y desarrolla el proyecto de mejora de la M8 en Escocia.[95] En Eslovaquia Ferrovial trabaja en el proyecto de diseño y construcción del anillo de circunvalación de la ciudad de Bratislava (D4).[96]
- En Inglaterra celebró un contrato de participación público-privada con Transport for London (TfL) para el diseño, construcción, financiación, operación y mantenimiento del túnel de Silvertown, al este de Londres.[97]
- En Canadá y Estados Unidos opera autopistas bajo un sistema de peaje freeflow (sistema sin barreras), tales como las autopistas 407 ETR,[98] 407 East Phase 2[99] y 407 EDG[100] (Toronto), LBJ Expressway,[101] North Tarrant Express (Dallas)[102] y la I-77 (Carolina del Norte).[103] En 2017 se adjudicó el proyecto de la I-66 en Virginia.[104]
- En India, la compañía cerraba en 2021 un acuerdo de compra del 24,86 % del capital de la compañía india IRB Infrastructure Developers, titular de 24 proyectos que suman 2500 kilómetros de carreteras bajo gestión.[105]

En 2015, el grupo elevó un 80 % su beneficio, hasta los 720 millones, tras la venta y desconsolidación de autopistas. En 2020, Cintra obtuvo unas ventas de 405 millones de euros, según su informe de resultados.

### Aeropuertos
La primera incursión de Ferrovial en la gestión privada de aeropuertos fue con la compra de una participación en la compañía mexicana Aeropuertos del Sureste, en 1998. Desde entonces, Ferrovial ha gestionado más de 30 aeropuertos en todo el mundo. 
Con la adquisición de BAA en 2006, ahora llamada Heathrow Airport Holdings (HAH), pasó a gestionar siete aeropuertos en Reino Unido: Heathrow, Gatwick, Stansted, Southampton, Aberden, Glasgow y Edimburgo. También dos aeropuertos en Europa, el de Nápoles y Budapest, que posteriormente vendería. Tras la decisión de la Comisión de Competencia británica, Ferrovial vendió el Aeropuerto de Gatwick en 2009, en abril de 2012 anunció la venta del aeropuerto de Edimburgo y en agosto de ese mismo año pone a la venta el de Stansted.
Actualmente, Ferrovial opera cuatro aeropuertos en Reino Unido: Heathrow, Southampton, Glasgow y Aberdeen.
A principios de 2021, Ferrovial Aeropuertos anunció su incursión en el negocio de la movilidad aérea urbana (UAM, de Urban Air Mobility) y la movilidad aérea avanzada (AAM, de Advanced Air Mobility)  a través de la construcción y diseño de vertipuertos, las infraestructuras que necesitan los aviones eVTOL (Electric Vertical Take-Off and Landing). En la actualidad, Ferrovial ha anunciado sus planes para el desarrollo de redes de vertipuertos en España, Reino Unido y Estados Unidos.
En 2022, Ferrovial Aeropuertos alcanzaba un acuerdo con la compañía de infraestructuras turca YDA Group para la adquisición de una participación del 60 % de la sociedad que gestiona la concesión del Aeropuerto Internacional de Dalaman, en Turquía.

### Construcción
La división de construcción de la compañía, que se denominó Ferrovial Agroman hasta 2020 y ahora es conocida como Ferrovial Construcción, realiza su labor en varios países, en ocasiones a través de filiales. Entre sus proyectos destacados se encuentran la construcción de la Autopista Scut Azores, junto con Cintra; el Túnel de Heathrow; el Hotel Marqués de Riscal; la desalinizadora de Valdelentisco, en Cartagena; el Aeropuerto de Málaga; el Viaducto de Montabliz; la red eléctrica del proyecto ITER; la construcción de la sede de Caixa Forum en Madrid y del Museo Guggenheim de Bilbao, y varios tramos de alta velocidad en España.
Entre las filiales de construcción del grupo se encuentran:
- Webber en EE. UU.[34]
- Budimex en Polonia[27]
- Cadagua[18] en España, diversos países de Oriente Medio, India, Polonia o México. Cadagua se dedica al diseño, construcción y explotación de todo tipo de plantas de tratamiento de agua.
- Tecpresa[129]
- Ditecpesa[130]
- Edytesa
- Ferconsa
- Siemsa[131]

A mediados de 2022, Ferrovial Construcción absorbió varias filiales de Servicios.

### Energía
La división de Energía  se enmarca dentro del plan estratégico de la compañía orientado al cumplimiento de los Objetivos de Desarrollo Sostenible a través de tres grandes áreas:
- Proyectos de energía renovable. Ofrecer soluciones renovables a través del desarrollo, ingeniería, construcción, operación y mantenimiento de activos renovables. Sus áreas de actividad se centran en la energía eólica, eólica marina flotante, energía solar fotovoltaica y tecnología de hidrógeno, de la mano de su filial Siemsa
- Movilidad eléctrica. Proporciona soluciones adaptados a la movilidad conectada, autónoma, compartida y eléctrica, centradas en el usuario final y con un fuerte componente tecnológico.
- Economía circular. Operación de infraestructuras para el reciclaje, compostaje y aprovechamiento energético de los residuos.

### Servicios
El área de Servicios es la división encargada del mantenimiento y conservación de infraestructuras y servicios, así como de la gestión de los servicios urbanos y medioambientales. Cuenta con las siguientes filiales internacionales:
- Amey, en el Reino Unido, dedicada al mantenimiento de infraestructuras y a la gestión de instalaciones y residuos. La filial británica gestionaba 370 kilómetros de carreteras en Reino Unido.[134]
- FBSerwis, empresa encargada de mantenimiento de instalaciones y residuos, y además del mantenimiento de infraestructuras.[135]
- Steel Ferrovial Servicios, presta servicios a la minería en Chile.[136]

En 2021, el área de Servicios a infraestructuras en España de Ferrovial Servicios era vendida a Portobello.
Broadspectrum, en Australia y Nueva Zelanda, fue adquirida en mayo de 2016 y se dedica a servicios en el área de transporte, infraestructuras urbanas, recursos naturales y prestación para las administraciones públicas. En 2019 la compañía fue vendida a Ventia.

## Presencia mundial
Ferrovial tiene presencia en 20 países, entre los que destacan Estados Unidos, Reino Unido, Canadá, España y Polonia.

### España
- Ferrovial Construcción
- Cadagua
- Cintra

### Portugal
- Construcción
- Cintra

### Polonia
- Budimex[27]
- FBSerwis

### Eslovaquia
- Construcción y Autopistas: Autopista D4-R7[140]

### Estados Unidos
- Autopistas: NTE, LBJ, I-77, I-66[141]
- Ferrovial Construction y Webber[34][142][143]

### Canadá
- Autopistas: 407 ETR[144]

### Australia y Nueva Zelanda
- Ferrovial Construction

### Chile
- Ferrovial Construcción: Línea 6 y Línea 3 del Metro de Santiago de Chile.

### Colombia
- Construcción y Autopistas: Ruta del Cacao[145]

### Perú
- Construcción: Torre de control del Aeropuerto de Lima[146]

### Reino Unido
- Aeropuertos: Heathrow (25 %), Aberdeen, Glasgow y Southampton (50 %)[147]
- Amey[30]
- Ferrovial Construction

## Administración

### Presidente
- Rafael del Pino Calvo-Sotelo

### Comité de Dirección
El Comité de Dirección, según lo refleja la propia Ferrovial, está compuesto por diez altos cargos de la compañía a 30 de septiembre de 2022:
| Cargo               | Denominación                                                             |
| ------------------- | ------------------------------------------------------------------------ |
| Ignacio Madridejos  | Consejero delegado                                                       |
| Andrés Sacristán    | Consejero delegado de Cintra                                             |
| Carlos Cerezo       | Director general de Recursos Humanos                                     |
| Dimitris Bountolos  | Director general de Sistemas de Información e Innovación (CIIO)          |
| Luke Bugeja         | Consejero delegado de Ferrovial Aeropuertos                              |
| Ignacio Gastón      | Consejero delegado de Ferrovial Construcción                             |
| Ernesto López Mozo  | Director general económico-financiero                                    |
| Gonzalo Nieto       | Consejero delegado de Ferrovial Infraestructuras Energéticas y Movilidad |
| Santiago Ortiz      | Secretario general                                                       |
| María Teresa Pulido | Directora general Estrategia Corporativa                                 |

### Consejo de Administración
El Consejo de Administración está compuesto por 15 miembros a 30 de septiembre de 2022:
| Cargo              | Nombre                             | Observaciones                                   |
| ------------------ | ---------------------------------- | ----------------------------------------------- |
| Presidente         | Rafael del Pino Calvo-Sotelo       | Preside el Consejo de Administración desde 2000 |
| Vicepresidente     | Óscar Fanjúl                       | Consejero desde 2015                            |
| Consejero delegado | Ignacio Madridejos                 | Consejero delegado de Ferrovial desde 2019      |
| Consejero          | José Fernando Sánchez-Junco        | Consejero desde 2009                            |
| Consejera          | María del Pino                     | Consejera desde 2006                            |
| Consejero          | Philip Bowman                      | Consejero desde 2016                            |
| Consejera          | Hanne Birgitte Breinbjerg Sørensen | Consejera desde 2017                            |
| Consejero          | Bruno Di Leo                       | Consejero desde 2018                            |
| Consejero          | Juan Hoyos Martínez de Irujo       | Consejero desde 2019                            |
| Consejero          | Gonzalo Urquijo Fernández de Araoz | Consejero desde 2019                            |
| Consejera          | Hildegard Wortmann                 | Consejera desde 2021                            |
| Consejera          | Alicia Reyes                       | Consejera desde 2021                            |
| Secretario         | Santiago Ortiz Vaamonde            | Secretario general desde 2009                   |

## Accionariado
Las acciones de la empresa se muestran tal y como son recogidas en la sede electrónica de la CNMV a 30 de septiembre de 2022:
| Accionista                            | Acciones (% del total) | % de derechos de voto a través de instrumentos financieros | % de derechos de voto totales (Acciones + Instrumentos financieros) |
| ------------------------------------- | ---------------------- | ---------------------------------------------------------- | ------------------------------------------------------------------- |
| Rafael del Pino Calvo-Sotelo          | 20,141 %               | 0,000 %                                                    | 20,141 %                                                            |
| María del Pino y Calvo-Sotelo         | 8,092 %                | 0,000 %                                                    | 8,092 %                                                             |
| Leopoldo del Pino Calvo-Sotelo        | 4,154 %                | 0,000 %                                                    | 4,154 %                                                             |
| Lazard Asset Management               | 3,082 %                | 0,000 %                                                    | 3,082 %                                                             |
| Blackrock Inc.                        | 2,895 %                | 0,212 %                                                    | 3,107 %                                                             |
| Fidelity International Limited        | 1,944 %                | 0,000 %                                                    | 1,944 %                                                             |
| Christopher Anthony Hohn              | 0,890 %                | 5,525 %                                                    | 6,415 %                                                             |
| The Children's Investment Master Fund | 0,000 %                | 5,525 %                                                    | 5,525 %                                                             |

## Sostenibilidad
Ferrovial ha sido reconocida por entidades globales en relación con sus prácticas sostenibles:
- Dow Jones: desde 2002 es seleccionada en el índice de empresas más sostenibles del mundo.[153]
- Foro Económico Mundial: reconocida con la medalla de bronce en el informe de sostenibilidad.[154]
- FTSE4Good: Ferrovial está presente en el índice FTSE4Good Global Index desde 2004.[155]
- Carbon Disclosure Project: clasificada entre las empresas con mejores prácticas en la reducción de emisiones de carbono desde 2009.[2]
- Euro Stoxx Construction & Materials: presente en el índice desde 2011.[156]
- Sustainability Yearbook: reconocida con medalla de bronce en 2014.[157]
- Tomorrow's Value Rating: situada entre las cinco empresas de infraestructuras más responsables en 2014.[158]
- STOXX Global ESG Leaders: desde 2015 tiene presencia en este índice, formado por las empresas líderes en sostenibilidad a nivel mundial según los criterios ambientales, sociales y de gobierno.[159]
- Vigeo : forma parte de los índices de sostenibilidad Euronext-Vigeo Eurozone 120 y Euronext-Vigeo Europe 120. Publicado en 2018 con cifras de 2016.[160]
- MSCI Global Sustainability Index: clasificación "A" en 2021 como empresa que realiza inversiones con criterios sostenibles.[161]
- Sustainalytics: calificación de 26.2 puntos en el ESG Risk Rating (percentil 49). Consultado en 2022.[162]

## Sanciones
En julio de 2022, la Comisión Nacional de los Mercados y la Competencia (CNMC) impuso a Ferrovial una multa de 38,5 millones de euros por haber alterado durante 25 años, junto a otras importantes constructoras españolas, miles de licitaciones públicas destinadas a la edificación y obra civil de infraestructuras.

## Críticas

### Caso Palau
Dentro de la investigación del Caso Palau, Anticorrupción descubrió “indicios suficientes” del pago de comisiones ilícitas por parte de Ferrovial a Convergència Democràtica de Catalunya (CDC) a través del Palacio de la Música Catalana, para garantizarse la adjudicación de obras públicas como la Ciudad de la Justicia o la inconclusa línea 9 del Metro de Barcelona.
El director de Relaciones Institucionales de Ferrovial, Juan Elizaga, declaró como testigo en abril de 2011, defendiendo que la constructora patrocinó al Palacio de la Música para promocionarse e introducirse en la sociedad catalana, negando el pago de comisiones. En mayo de 2013, Juan Elizaga, comparece como imputado, negándose a declarar y remitiéndose a la declaración que ya había hecho como testigo. El juez sospecha que el pago de comisiones de CDC se enmascaró tras los patrocinios que Ferrovial aportó al Palacio de la Música, que sumaron cerca de 12 millones de euros en diez años y se dispararon en 2003, coincidiendo con la adjudicación de obras como la línea 9 del metro.
El 15 de enero de 2018, la Audiencia Provincial de Barcelona ha dictado sentencia en el denominado Caso Palau, absolviendo a los dos directivos relacionados con Ferrovial Agroman. En 2020, una sentencia de la Sala Segunda del Tribunal Supremo confirmó las comisiones del 4 % de Ferrovial a CDC a cambio de la adjudicación de obra pública. Los delitos de administración desleal societario y de tráfico de influencias de dos representantes de Ferrovial fueron absueltos por la Audiencia de Barcelona. La Fiscalía recurrió esta absolución, aunque recurso fue desestimado por el Tribunal Supremo.